# Nocticola bolivari
Nocticola bolivari es una especie de cucaracha del género Nocticola, familia Nocticolidae. Fue descrita científicamente por Chopard en 1950.
Habita en Etiopía.